# Le frontiere dello spirito
Le frontiere dello spirito è stato un programma televisivo italiano di genere religioso andato in onda su Canale 5 ogni domenica mattina dal 19 maggio 1985 all'11 giugno 2017.

## Programma
Tra il 1985 ed il 1988 fu condotto da don Claudio Sorgi, mentre dal 1988 al 2017 il conduttore e volto storico del programma è stato il noto biblista Gianfranco Ravasi, inizialmente chiamato come monsignore prefetto della Biblioteca Ambrosiana di Milano ed in seguito nominato da papa Benedetto XVI presidente del Pontificio Consiglio della Cultura e arcivescovo nel 2007, nonché cardinale nel 2010. Dal 1985 al 2017 la parte giornalistica è stata curata da Maria Cecilia Sangiorgi.
Con questo programma per la prima volta una televisione ha affrontato la lettura integrale dei testi sacri. Nella prima parte veniva infatti approfondito un brano del Vangelo, seguito da un commento di Ravasi. Questo approfondimento veniva inoltre pubblicato sul settimanale cattolico Famiglia Cristiana. Nella seconda parte del programma venivano affrontati, invece, argomenti di stretta attualità attraverso reportage, testimonianze e storie di vita: un vero e proprio itinerario di scoperta e di conoscenza della dimensione religiosa ed ecclesiale nelle sue varie espressioni, con lo sforzo costante di calare la parola del Signore nella quotidianità. 
Il produttore esecutivo della trasmissione era Tiziana Colombo e la regia era affidata a Vittorio Riva. Sin dalla prima edizione la colonna sonora era di Giampiero Boneschi e Sergio Farina, con la collaborazione di Maurizio Fabrizio e aveva come titolo Pleasant remembrance.
Nel corso degli anni, la lettura dei salmi è stata affidata ad attori prestigiosi quali Giorgio Albertazzi, Mariangela Melato, Gérard Depardieu, Ottavia Piccolo, Pamela Villoresi, Paolo Calabresi e Chiara Muti.